# Жансак-ла-Паллю
Жанса́к-ла-Паллю́ (фр. Gensac-la-Pallue) — коммуна во Франции, находится в регионе Пуату — Шаранта. Департамент — Шаранта. Входит в состав кантона Сегонзак. Округ коммуны — Коньяк.
Код INSEE коммуны — 16150.
Коммуна расположена приблизительно в 410 км к юго-западу от Парижа, в 115 км юго-западнее Пуатье, в 32 км к западу от Ангулема.

## Население
Население коммуны на 2008 год составляло 1603 человека.
| 1962 | 1968 | 1975 | 1982 | 1990 | 1999 | 2008 |
| ---- | ---- | ---- | ---- | ---- | ---- | ---- |
| 935  | 979  | 1297 | 1613 | 1701 | 1611 | 1603 |

## Администрация
| Период | Период | Фамилия            | Партия | Примечания      |
| ------ | ------ | ------------------ | ------ | --------------- |
| 2001   | 2008   | Мишель Бальдаккино |        |                 |
| 2008   | 2014   | Бернар Мозе        |        | предприниматель |

## Экономика
В 2007 году среди 1085 человек в трудоспособном возрасте (15—64 лет) 770 были экономически активными, 315 — неактивными (показатель активности — 71,0 %, в 1999 году было 74,0 %). Из 770 активных работали 734 человека (402 мужчины и 332 женщины), безработных было 36 (8 мужчин и 28 женщин). Среди 315 неактивных 71 человек были учениками или студентами, 159 — пенсионерами, 85 были неактивными по другим причинам.

## Достопримечательности
- Приходская церковь Сен-Мартен (XII—XIII века). Церковь была разрушена во время религиозных войн и несколько раз восстанавливалась, в том числе в 1724 и 1847 годах. Исторический памятник с 1862 года[3]
- Поместье Эклопар (XVII век). Исторический памятник с 1986 года[4]
- Замок Гадмулен[фр.], в 1835 году был перестроен в готическом стиле

## Фотогалерея

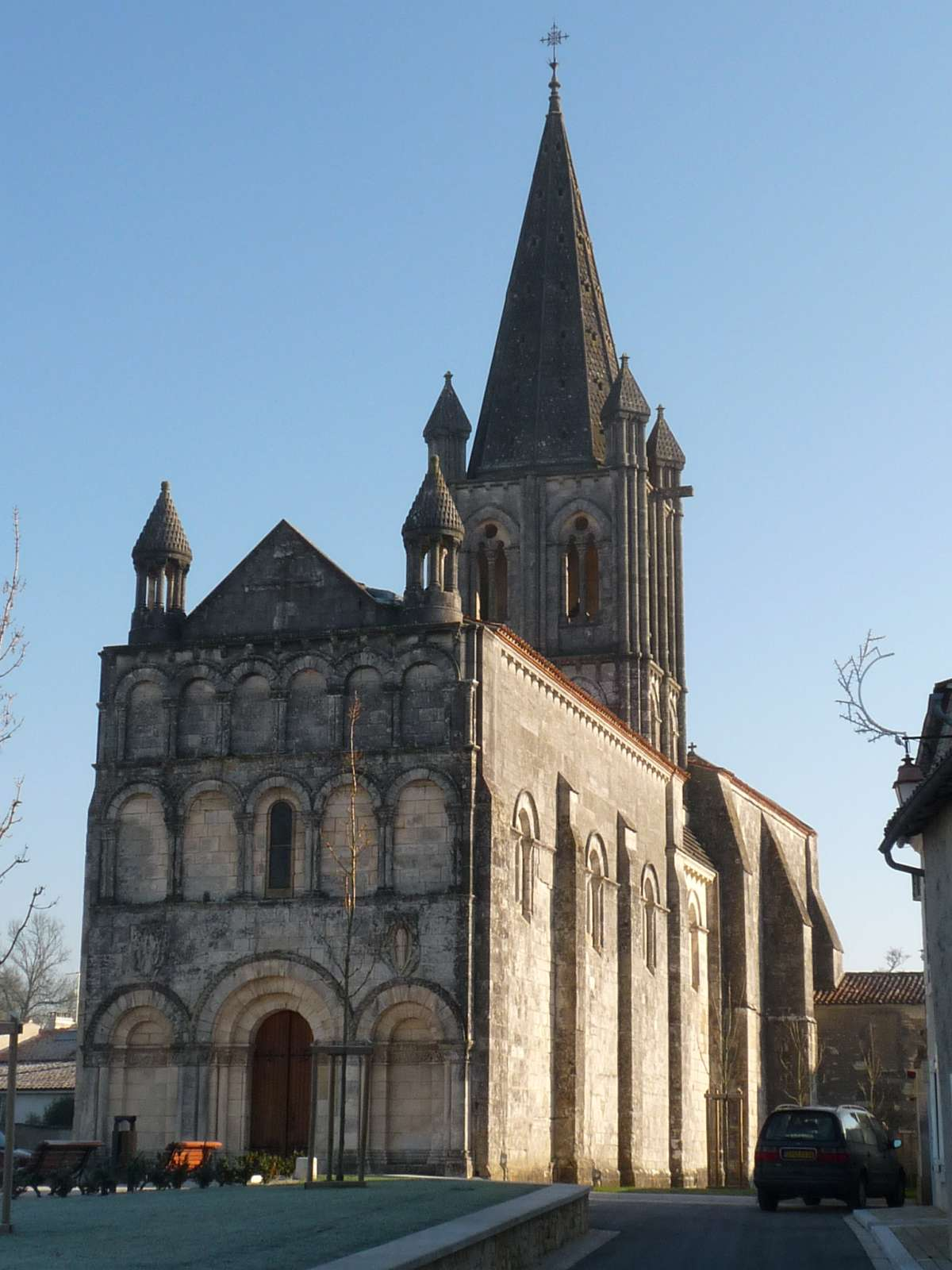
Церковь Сен-Мартен
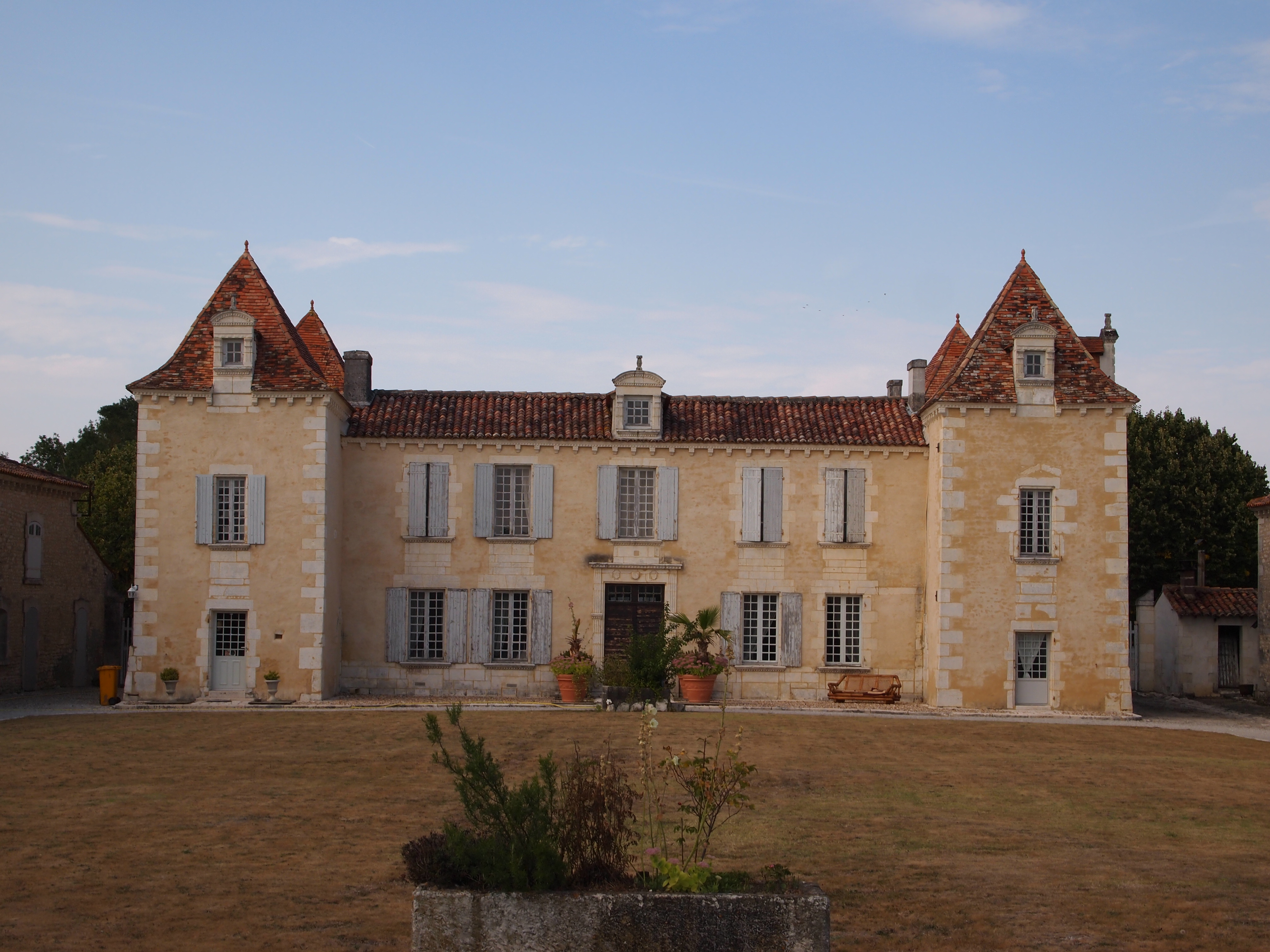
Поместье Эклопар
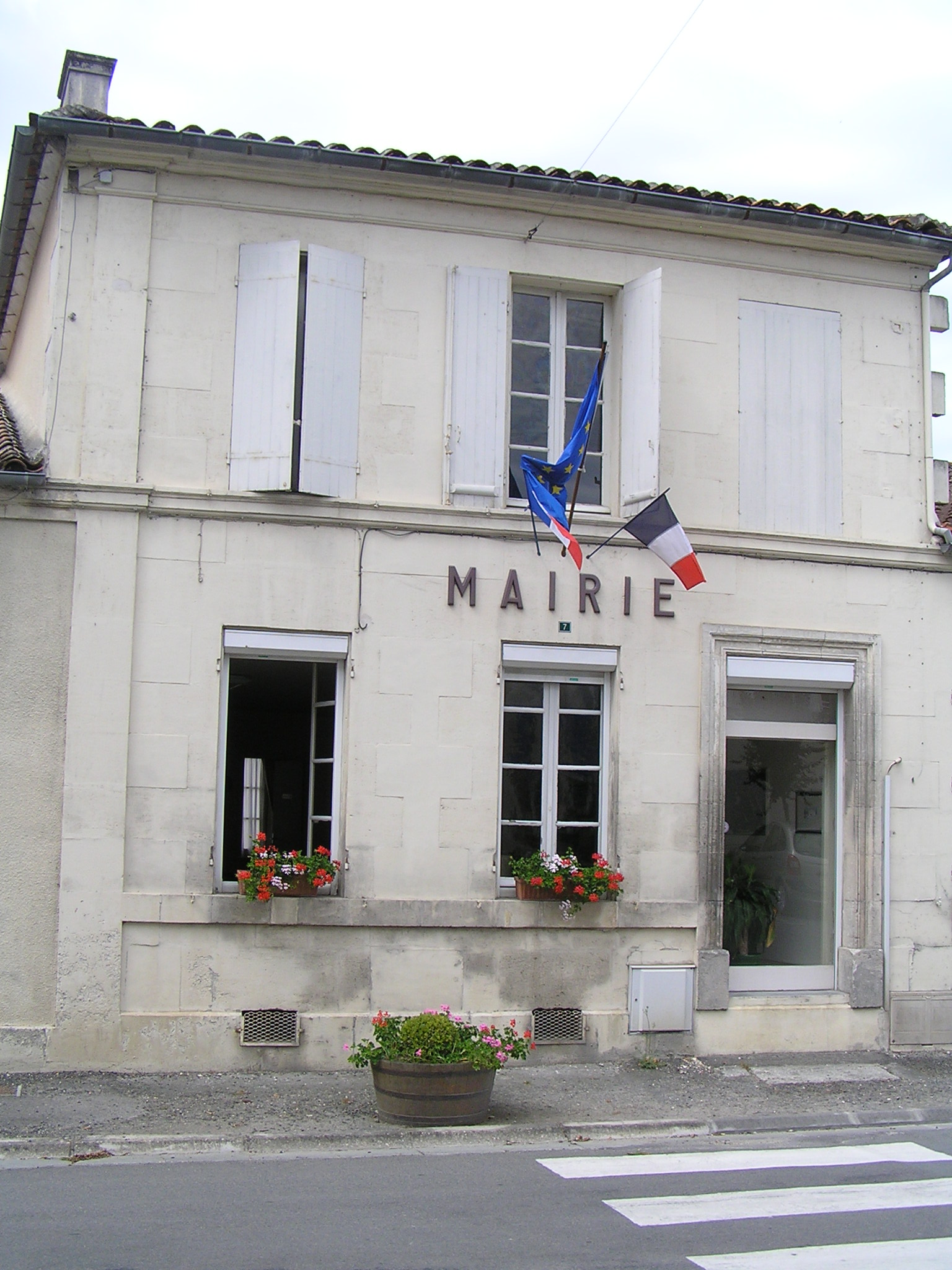
Мэрия
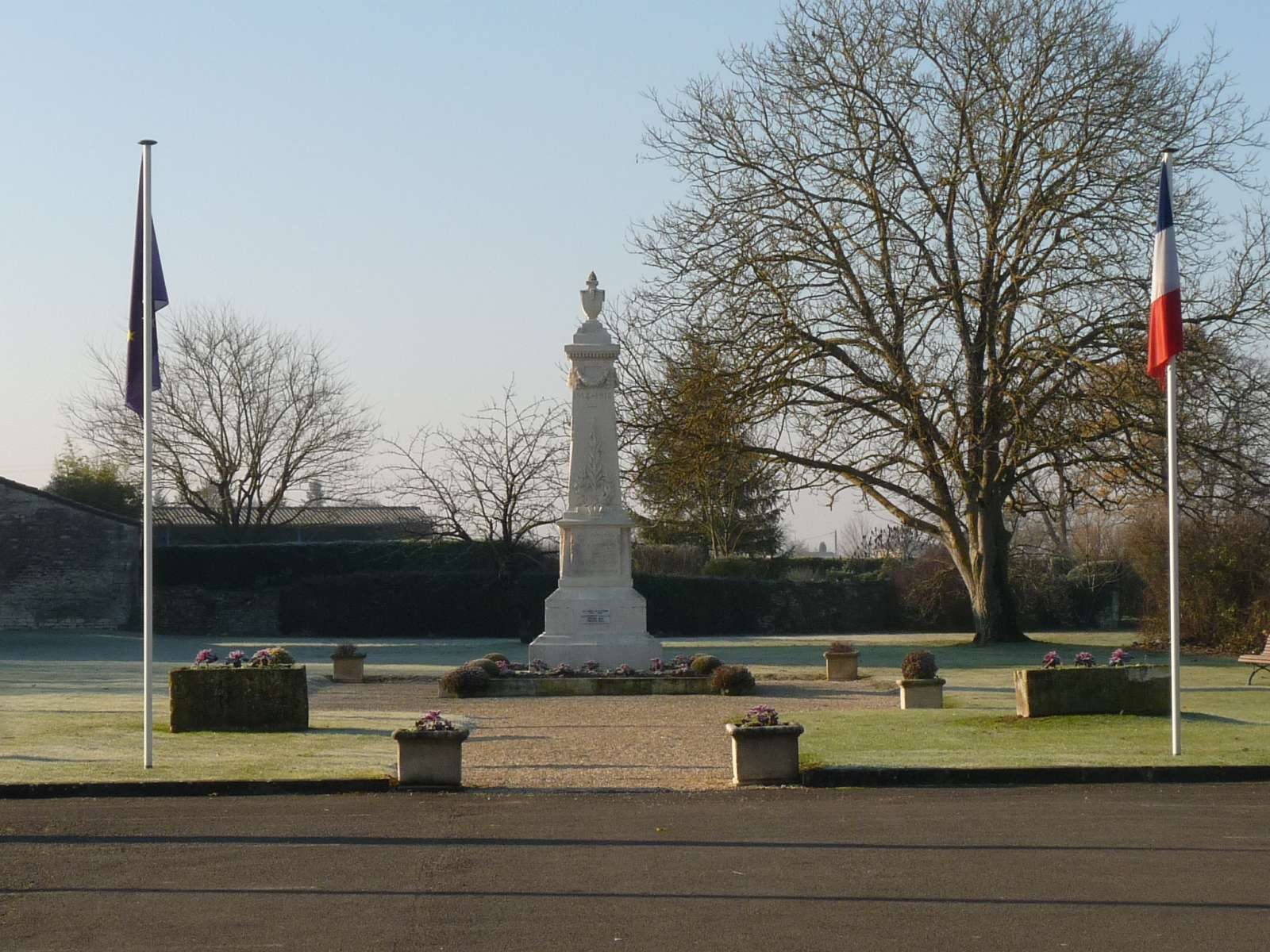
Военный мемориал